# Karl Trucksaess

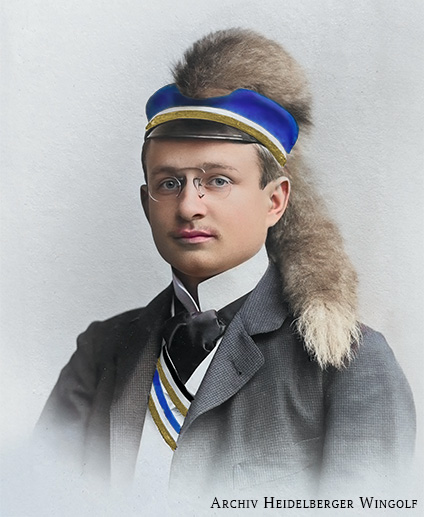
Trucksäss 1902 als Student, koloriert

Karl Trucksäss (* 7. Dezember 1880 in Hemmingen, Landkreis Leonberg; † 26. Januar 1961 in Weinsberg, Landkreis Heilbronn) war ein deutscher Politiker (DVP, LDP, FDP, FVP/FDV).
Karl Trucksäss war ein Sohn eines Gastwirts und besuchte ein Gymnasium in Cannstatt. Er studierte Volkswirtschaftslehre und Staatswissenschaften an den Universitäten  Tübingen, Leipzig und Heidelberg und wurde Mitglied der jeweiligen Wingolfe (Tübingen, Leipzig, Heidelberg). Er wurde zunächst Redakteur an der „Neuen Vogtländischen Zeitung“ in Plauen im Vogtland und ging 1910 nach Berlin, wo er Herausgeber der „Nationalliberalen Correspondenz“, dem Pressedienst der Nationalliberalen Partei, wurde. Im Ersten Weltkrieg war er Soldat.
Trucksäss trat der Deutschen Volkspartei (DVP) bei und war von 1919 bis 1933 Reichsgeschäftsführer der DVP. Nach der „Machtergreifung“ der Nationalsozialisten wurde er Herausgeber von fremdsprachigen Büchern.
Nach dem Zweiten Weltkrieg trat Trucksäss 1945 der LDP bei und wurde im folgenden Jahr Geschäftsführer der LDP-Fraktion in der Stadtverordnetenversammlung von Groß-Berlin. Bei der Wahl 1950 wurde er in das Abgeordnetenhaus von Berlin gewählt. Im Juli 1956 verließ Trucksäss die FDP und gründete unter Führung von Carl-Hubert Schwennicke mit anderen Mitgliedern des Abgeordnetenhauses die Freie Deutsche Volkspartei (FDV). Er schied 1958 aus dem Parlament aus.

## Auszeichnungen
- Eisernes Kreuz 2. Klasse[2]
- Albrechts-Orden mit Schwertern[2]
- Sächsisches Kriegsverdienstkreuz[2]